# 针毛收获蚁
针毛收获蚁（学名：Messor aciculatus）是收获蚁属的一种，广泛分布于东亚和东北亚，以植物的种子为食。

## 描述
该物种的模式产地为日本 。在草附近的空旷区域和开阔的草原上筑巢。它们的巢口为直接在地上开洞。地下有一个几乎垂直的蚁道和许多巢室；巢穴总深度可达 4米。在日本，该物种在冬季活动，秋季工蚁收集种子。每个工蚁都反复返回寻找特定区域，且觅食方法根据食物条件而有所不同。
该物种于 4月到 5月婚飞。幼虫龄期的数量为三个 。染色体数 2n=44。该物种从日本的岩手县到屋久岛皆有分布。同时在亚洲其他地方也广泛分布。